# Алехандро Ходоровський
Алеха́ндро Ходоро́вський Пружа́нський (ісп. Alejandro Jodorowsky Prullansky; нар. 17 лютого 1929 року в Токопільї) — чилійсько-французький режисер, сценарист, актор та письменник. Відомий своїми авангардними фільмами.

## Життєпис
Народився в Чилі у сім'ї єврейських емігрантів з Катеринослава й Єлисаветграда. Маючи складне дитинство, Алехандро з раннього віку багато читав та писав вірші. Коли його вигнали з коледжу, почав брати участь у театрі, зокрема пантомімі, працюючи клоуном, аж поки не заснував 1947 року свою власну театральну трупу.
На початку 1950-их переїхав до Парижа, де вивчав пантоміму в Етьєна Декро, перш ніж перейти до кінематографа, дебютом у якому став короткометражний фільм Les têtes interverties (1957). З 1960 року він ділив свій час між Парижем і Мехіко, 1962 року в Парижі став одним із засновників анархістського авангардного театрального Руху Паніки (Mouvement panique). 1966 року створив свій перший комікс Anibal 5, а в 1967 зняв свій перший художній фільм, сюрреалістичну стрічку Fando y Lis, що спричинила величезний скандал у Мексиці врешті-решт потрапивши під заборону.
Його наступний фільм, кислотний вестерн El Topo (1970) набув популярності у США (зокрема цей фільм високо оцінив Девід Лінч). Ще більшої слави набула наступна стрічка Свята гора (La Montaña Sagrada) (1973), сюрреалістична розвідка західної езотерики. Непорозуміння з дистриб'ютором Алленом Кляйном стали перешкодою фільму в прокаті (як і El Topo), хоча обидві стрічки стали класикою андеґраундного кіно.
Після невдалої спроби екранізації роману «Дюна» Френка Герберта, Ходоровський зняв іще три стрічки: сімейний фільм Poo Lorn L'Elephant (1980), сюрреалістичний фільм жахів Santa Sangre (1989) та провальний блокбастер The Rainbow Thief (1990). Тільки через майже чверть століття режисер повернувся до кінематографу, знявши автобіографічну сюрреалістичну драму "Танок реальності" (2013). Між тим він написав серію науково-фантастичних коміксів, найвідомішими з яких були Technopriests, Metabarons та The Incal (1981–1989), останній з яких, на думку деяких критиків, претендує на звання найкращого коміксу в історії.
Крім того Ходоровський написав кілька книг і регулярно читає лекції про свою духовну систему, яку називає «психомагією» та «психошаманізмом», елементи якої він запозичив із алхімії, таро, дзен-буддизму та шаманізму. Алехандро Ходоровський є батьком музиканта Адана Ходоровського (відомого як Адановський).

## Фільмографія
- 1957 — Помінятися головами[en] (короткометражний)
- 1968 — Фандо і Ліс[en]
- 1970 — Кріт[en]
- 1973 — Свята гора
- 1980 — Слоненя Пу Лорн[en]
- 1989 — Свята кров[en]
- 1990 — Викрадач веселки
- 2013 — Танець реальності[en]
- 2016 — Нескінченна поезія[en]
- 2019 — Психомагія, мистецтво, що лікує (ісп. Psicomagia, un arte que sana) (документальний)